# Rotherham Rugby Union Football Club
Maillots
Actualités
Dernière mise à jour : 28/04/2017.
Rotherham Rugby Union Football Club, ou Rotherham Titans, est un club de rugby à XV professionnel anglais fondé en 1923 et basé à Rotherham, dans le Yorkshire. Il joue actuellement en RFU Championship, c’est-à-dire la deuxième division anglaise.

## Historique
Le club est fondé dans la bourgeoisie de la ville de Rotherham en 1923 par des avocats, médecins et anciens élèves d’écoles privées. Ce n’est qu’après la Seconde Guerre mondiale qu’il s’ouvre lentement à d’autres classes sociales. Rotherham RUFC doit attendre la création des championnats nationaux dans les années 1980 pour commencer à « exister ». Il grimpe les échelons un à un et finit par atteindre la première division en 2001. Il n’y restera qu’une saison, gagnant deux de ses 22 matches. La performance sera réitérée en 2003, mais cette fois-ci, l’équipe, devenue les « Titans », perdra tous ses matches. Ballotté par plusieurs crises financières dans les années 2000, le club n’a dû sa survie qu’à des interventions successives de mécènes et de collectes populaires. En 2007, Rotherham termine deuxième, à 4 points seulement des Leeds Tykes, seule équipe promue.
Pendant la saison 2003-04, l’équipe a utilisé Milmoor Stadium, stade du club de football professionnel de Rotherham United, avant de revenir à Clifton Lane qu’elle partage avec le club de cricket local. Entre 2005 et 2007, le club prend le nom de Rotherham Earth Titans, avant de redevenir simplement Rotherham Titans.

## Palmarès
- Championnat d'Angleterre de D2 : 
  - Champion (3) : 2000, 2002 et 2003.

## Joueurs célèbres
- Hendre Fourie
- David Strettle
- Sean Lamont
- Nick Lloyd
- Guy Easterby
- Kevin Maggs
- Erik Lund
- Jannie Bornman
- Tinus du Plessis
- Mike Umaga